# عين الحويرات
عَيْنُ الحُوَيْرَّات هي واحدة من العيون الطبيعية الواقعة شرق قرية المطيرفي الزراعية الواقعة شمال محافظة الأحساء على جانب الطريق الرئيسي المؤدي إلى الدمام.  وتعرف العين بدفء مياهها.

## الموقع
تعدّ عين الحويرات جزءًا من واحة الأحساء، وهي من أكبر واحات السعودية، حيث تعتبر خامس موقع سعودي ينضم لقائمة التراث العالمي في اليونيسكو. تتميّز طبيعة المياه فيها بوفرتها وعذوبتها، وتتشكّل من 32 عينًا تمتد إلى مجموعة أنهار مختلفة. تقع العين تحديدًا شرق قرية المطيرفي الزراعية، ضمن مجموعة مكونة من 32 عيناً أكبرها كل من أم سبعة والجديدة وعين حقيقة وعين أم ناصر وعين ناصر الواقعة بالقرب من قرية القرين. وعين الحويرات أعظمها.

## مقصد سياحي
تصنف عين الحويرات ضمن العيون الكبريتية، ذات الماء الحار نتيجة لجيولوجية الأرض، الإثني عشر الموجودة في المملكة العربية السعودية والتي تعدّ مقصدا سياحيا وعلاجيًا، لفوائدها في علاج كثير من الأمراض.
وهي مقصد اجتماعي للسباحة والاستجمام من العائلات في المناسبات المختلفة وخاصة يوم القرش الذي يسبق رمضان الكريم،